# Astragalus dasyanthus
Astragalus dasyanthus är en ärtväxtart som beskrevs av Pall.. Astragalus dasyanthus ingår i släktet vedlar, och familjen ärtväxter. Inga underarter finns listade i Catalogue of Life.

## Bildgalleri

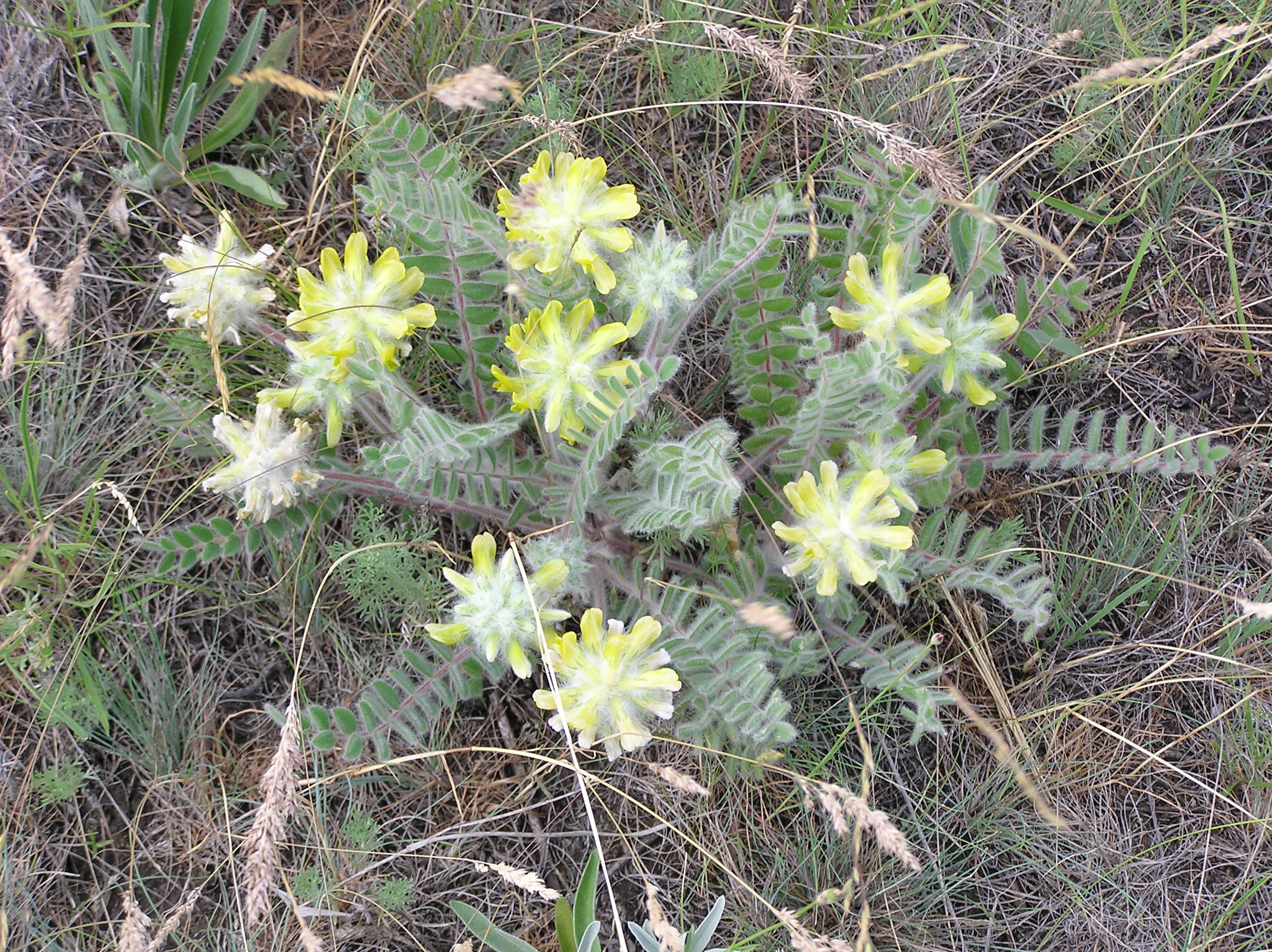
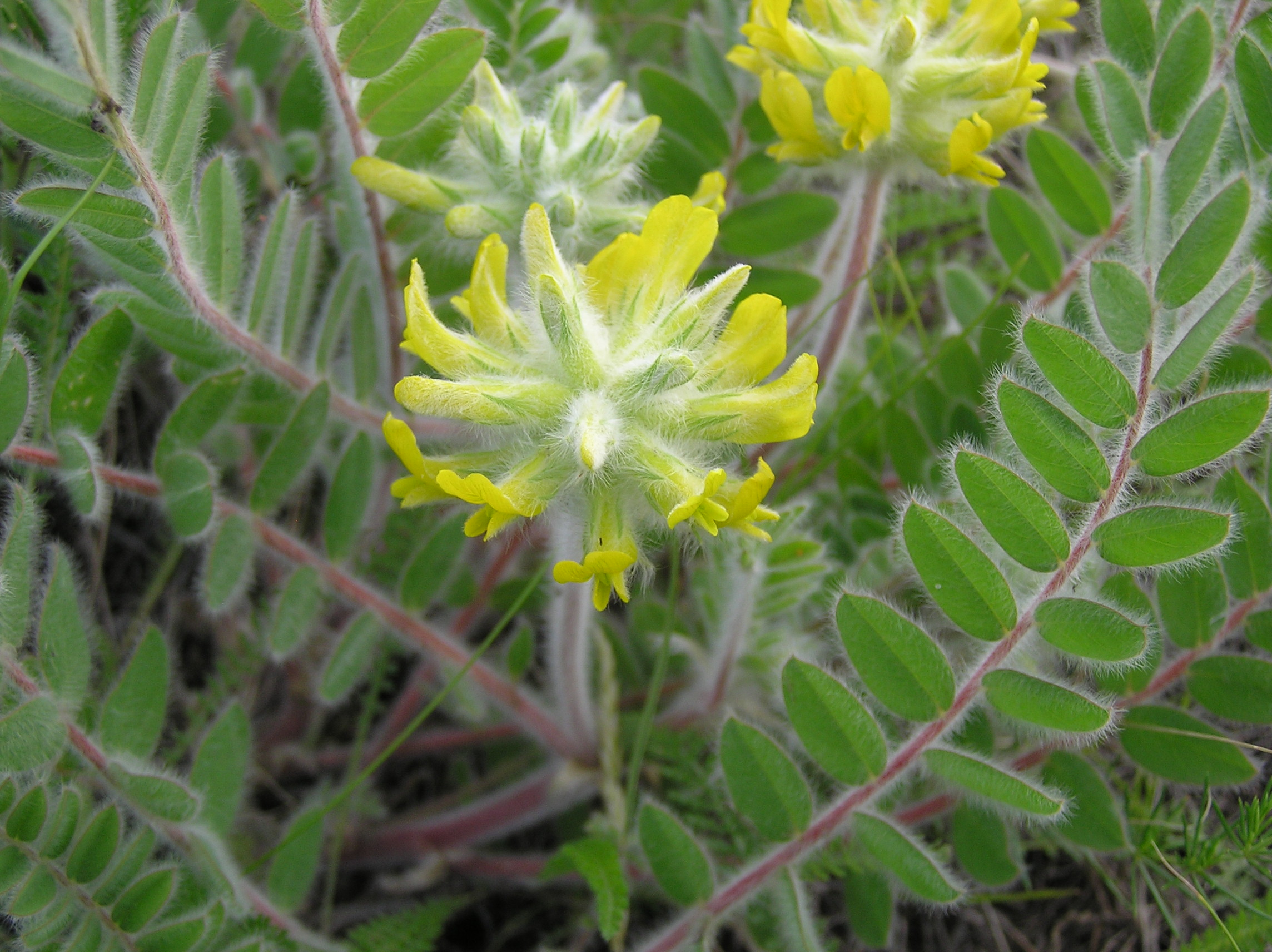
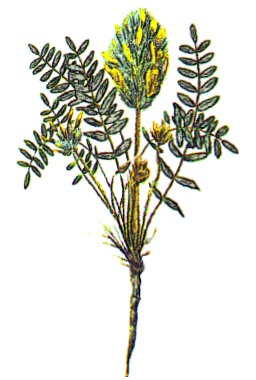